# Miriam Ungerer
Miriam Ungerer (geb. Miriam Lancaster, verehelichte Miriam Strandquest (1. Ehe) und Miriam Ungerer-Sheed (3. Ehe), * 15. September 1928 in Spartanburg; † 4. Juni 2015 in Great Barrington, Massachusetts) war eine Autorin, die sich auf Kochbücher spezialisiert hatte und als Lebensmitteljournalistin tätig war.

## Leben
Ihre Eltern waren George und Marguerite Combahee Lancaster. Mit jungen Jahren begann sie eine lebenslange „kulinarische Reise“, die sie in diverse Küchen in den USA und Europa führte. Lange Zeit verfasste sie, beginnend mit dem 7. August 1969, die Kolumne „Long Island Larder“ (dt. Long Island Speisekammer) für den „The East Hampton Star“. Die Kolumne wurde bis Dezember 2005 fortgeführt. Ihre Rezepte und Kochkünste stießen auf öffentliche Resonanz.
Sie heiratete mit 18 Jahren ihren ersten Ehegatten Duane Strandquest, der bei der US Air Force arbeitete; das Paar lebte in Florida, in Texas sowie in Wiesbaden und Erding. Aus der Ehe gingen die Töchter Dominique Michelle und Pamela Strandquest hervor. In zweiter Ehe heiratete sie den Grafiker und Schriftsteller Tomi Ungerer, mit dem sie in Manhattan lebte; dort betrieb sie ein „Design Research Geschäft“. Das Ehepaar bekam die Tochter Phöbe Ungerer (* 24. Mai 1961).
1972 heiratete sie den für den National Book Award nominierten Novellisten Wilfred Sheed (27. Dezember 1930 – 19. Januar 2011). Das Ehepaar lebte zuerst in Sag Harbor (New York) und dann in North Haven auf Long Island im Bundesstaat New York. Nach dem Tod ihres Gatten verlegte sie ihren Wohnsitz nach Great Barrington, um ihrer Tochter näher zu sein.
Nach Aussage ihrer Tochter verstarb sie in ihrem Heim an einem Schlaganfall, als sie gerade ein Muschelgericht für die Familie vorbereitete.

## Werke
- (zusammen mit Tomi Ungerer) Come Into My Parlor.  Atheneum, 1963.
- Too Hot to Cook Book. Walker Press, 1966.
- Good Cheap Food. Viking Press 1973 (revised edition Ecco Press, 1996).
- Country Food: A Seasonal Journal. Random House 1983.
- Summertime Food. Random House 1989.